# Престіне
Престіне (італ. Prestine) — колишній муніципалітет в Італії, у регіоні Ломбардія, провінція Брешія. 23 квітня 2016 року Престіне приєднано до муніципалітету Б'єнно.
Престіне розташоване на відстані близько 490 км на північ від Рима, 105 км на північний схід від Мілана, 50 км на північ від Брешії.
Населення — 382 особи (2014).

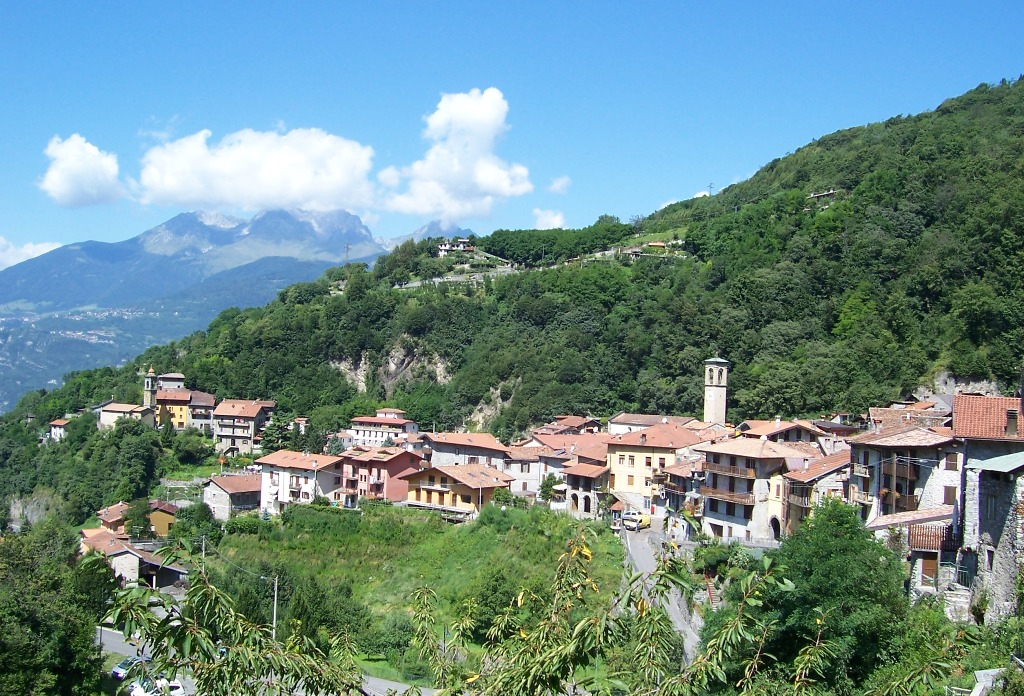

Щорічний фестиваль відбувається 7 липня. Покровитель — Sant'Apollonio.

## Демографія
Населення за роками:

Станом на 31 грудня 2014 року в муніципалітеті офіційно проживало 15 іноземців з 4 країн, серед них 7 громадян країн Євросоюзу та 4 громадяни України.

## Клімат
| BRENO            | Місяці | Місяці | Місяці | Місяці | Місяці | Місяці | Місяці | Місяці | Місяці | Місяці | Місяці | Місяці | Пора | Пора | Пора | Пора | Рік  |
| BRENO            | Січ    | Лют    | Бер    | Кві    | Тра    | Чер    | Лип    | Сер    | Вер    | Жов    | Лис    | Гру    | Зим  | Вес  | Літ  | Осі  | Рік  |
| ---------------- | ------ | ------ | ------ | ------ | ------ | ------ | ------ | ------ | ------ | ------ | ------ | ------ | ---- | ---- | ---- | ---- | ---- |
| Темп. макс. (°C) | 3.8    | 7.1    | 10.4   | 14.8   | 19.1   | 23.0   | 26.4   | 25.3   | 21.9   | 15.8   | 10.3   | 5.6    | 5.5  | 14.8 | 24.9 | 16   | 15.3 |
| Темп. мін. (°C)  | -5.8   | -3.4   | 0.0    | 3.9    | 8.1    | 12.1   | 14.5   | 14.1   | 10.6   | 5.7    | 0.9    | -3.5   | -4.2 | 4    | 13.6 | 5.7  | 4.8  |

## Сусідні муніципалітети
- Баголіно
- Б'єнно
- Брено
- Ніардо